# Rodeo (Califórnia)
Rodeo é uma Região censo-designada localizada no Estado americano da Califórnia, no Condado de Contra Costa.

## Geografia
A área total da cidade é de 19,1 km² (7,4 mi²), sendo tudo coberto por terra.

## Demografia
De acordo com o censo de 2000, a densidade populacional é de 456,7/km² (1183,3/mi²) entre os 8717 habitantes, distribuídos da seguinte forma:
- 52,20% caucasianos
- 16,04% afro-americanos
- 1,30% nativo americanos
- 16,04% asiáticos
- 0,50% nativos de ilhas do Pacífico
- 7,17% outros
- 6,76% mestiços
- 17,08% latinos

Existem 2204 famílias na cidade, e a quantidade média de pessoas por residência é de 3,00 pessoas.

## Localidades na vizinhança
O diagrama seguinte representa as localidades num raio de 8 km ao redor de Rodeo.